# The Beatles: Eight Days a Week
The Beatles: Eight Days a Week, ook bekend als The Beatles: Eight Days a Week - The Touring Years, is een documentaire over de Britse band The Beatles. De film richt zich op de jaren dat de band actief op tournee was, tussen 1962 en 1966, van hun optredens in de Cavern Club in Liverpool tot hun laatste concert in Candlestick Park in 1966. De film is geregisseerd door Ron Howard en verscheen op 15 september 2016 in de bioscopen. Twee dagen later werd de film ook beschikbaar gemaakt op streamingdienst Hulu. De film heeft diverse nominaties en prijzen ontvangen, waaronder die voor beste documentaire op de 70e British Academy Film Awards en beste muziekfilm op de 59e Grammy Awards.

## Productie
De film werd geproduceerd in samenwerking met de nog levende Beatles, Paul McCartney en Ringo Starr, en de weduwes van John Lennon en George Harrison, respectievelijk Yoko Ono en Olivia Harrison. Ron Howard was naast regisseur ook producer, samen met Brian Grazer, Nigel Sinclair en Scott Pascucci. De film is geschreven door Mark Monroe en gemonteerd door Paul Crowder.

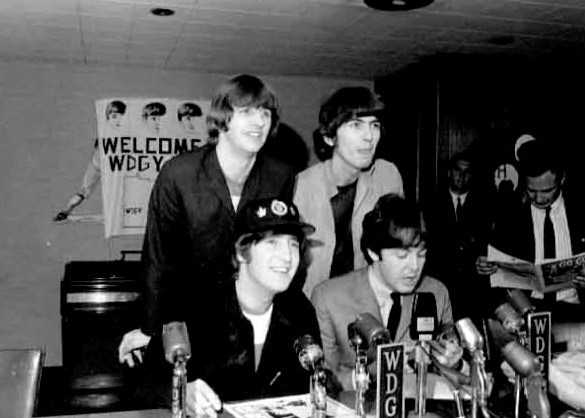
The Beatles in augustus 1965 tijdens een persconferentie in het Metropolitan Stadium in Bloomington, Minnesota.

Voorafgaand aan de première van de film werd aangekondigd dat hier dertig minuten aan opnames van het concert van de band in Shea Stadium in 1965 in zouden zitten. Dit concert werd gefilmd door het productiebedrijf van Ed Sullivan en werd in 1966 op tv uitgezonden onder de naam The Beatles at Shea Stadium. Speciaal voor deze film werden de opnames gerestaureerd in 4K en werd de muziek geremasterd door Giles Martin, de zoon van Beatles-producer George Martin.

## Uitgave
Op 4 mei 2016 werd de film aangekondigd door streamingdienst Hulu als onderdeel van de filmcollectie Hulu Documentary Films. Op 15 september ging de film in de bioscoop in de première, voordat deze op 17 september voor het eerst op Hulu te zien was. In Noord-Amerika bracht de film 2,9 miljoen dollar op en in de rest van de wereld 9,4 miljoen dollar, waardoor de totale opbrengst op 12,3 miljoen dollar uitkwam. De film kreeg goede kritieken: op Rotten Tomatoes vindt 96% van het publiek het een goede film en kreeg het een gemiddeld cijfer van een 7,9. Op Metacritic heeft de film een score van 72/100.

## Prijzen en nominaties
De film heeft een aantal prijzen gewonnen. Op de Critics' Choice Documentary Awards ontving het de prijs voor beste muziekdocumentaire, en in 2017 kreeg het een Grammy Award in de categorie Best Music Film. Daarnaast ontving het in 2017 een nominatie in de categorie beste documentaire in de British Academy Film Awards. Ook in 2017 kreeg het een nominatie in de categorie beste documentaire van de Satellite Awards.

## Album
Op 9 september 2016 werd een uitgebreide versie van het album The Beatles at the Hollywood Bowl, oorspronkelijk uit 1977, uitgebracht ter promotie van de film. Dit album verscheen in een geremixte en geremasterde versie onder de naam Live at the Hollywood Bowl.